# Neoempheria
Neoempheria är ett släkte av tvåvingar som beskrevs av Osten Sacken 1878. Neoempheria ingår i familjen svampmyggor.

## Dottertaxa tillNeoempheria, i alfabetisk ordning[1][2]
- Neoempheria acracanthia
- Neoempheria amphiphaea
- Neoempheria amurensis
- Neoempheria anjouana
- Neoempheria aperta
- Neoempheria apicalis
- Neoempheria appendiculata
- Neoempheria balioptera
- Neoempheria basalis
- Neoempheria beijingana
- Neoempheria bidentata
- Neoempheria bifascipennis
- Neoempheria bifida
- Neoempheria biflagellata
- Neoempheria bilobata
- Neoempheria bimaculata
- Neoempheria bipectinata
- Neoempheria bispinosa
- Neoempheria borgmeieri
- Neoempheria boubya
- Neoempheria bradleyi
- Neoempheria brasiliensis
- Neoempheria brevicauda
- Neoempheria brevilineata
- Neoempheria caudalis
- Neoempheria cincta
- Neoempheria comes
- Neoempheria costalimai
- Neoempheria costaricensis
- Neoempheria cotyla
- Neoempheria cyphia
- Neoempheria defectiva
- Neoempheria defleta
- Neoempheria didyma
- Neoempheria dizonalis
- Neoempheria donskoffi
- Neoempheria dziedzickii
- Neoempheria echinata
- Neoempheria ecuadorensis
- Neoempheria ediya
- Neoempheria enderleini
- Neoempheria evanescens
- Neoempheria faceta
- Neoempheria fallax
- Neoempheria ferruginea
- Neoempheria flavicornis
- Neoempheria flavicoxa
- Neoempheria flavida
- Neoempheria formosensis
- Neoempheria fujiana
- Neoempheria gainesvillensis
- Neoempheria glochis
- Neoempheria goiana
- Neoempheria griseipennis
- Neoempheria horrens
- Neoempheria illustris
- Neoempheria impatiens
- Neoempheria indulgens
- Neoempheria insignis
- Neoempheria jamaicensis
- Neoempheria jeanneli
- Neoempheria jilinana
- Neoempheria johannseni
- Neoempheria jugalis
- Neoempheria kaestneri
- Neoempheria lanei
- Neoempheria larifuga
- Neoempheria levir
- Neoempheria lindneri
- Neoempheria lineola
- Neoempheria longiseta
- Neoempheria luederwaldti
- Neoempheria lutzi
- Neoempheria macularis
- Neoempheria maculipennis
- Neoempheria magna
- Neoempheria medialis
- Neoempheria merogena
- Neoempheria mirabila
- Neoempheria moheliana
- Neoempheria monticola
- Neoempheria muelleri
- Neoempheria neivai
- Neoempheria nepticula
- Neoempheria ombrophila
- Neoempheria ornata
- Neoempheria ornatipennis
- Neoempheria panamensis
- Neoempheria paulensis
- Neoempheria pereirai
- Neoempheria pervulgata
- Neoempheria philipsi
- Neoempheria pictipennis
- Neoempheria pilosa
- Neoempheria platycera
- Neoempheria plaumanni
- Neoempheria pleurotivora
- Neoempheria portoricensis
- Neoempheria propinqua
- Neoempheria proxima
- Neoempheria puncticoxa
- Neoempheria rabelloi
- Neoempheria rostrata
- Neoempheria sakhalinensis
- Neoempheria separata
- Neoempheria setulosa
- Neoempheria shannoni
- Neoempheria signifera
- Neoempheria simplex
- Neoempheria sinica
- Neoempheria smarti
- Neoempheria socia
- Neoempheria spinosa
- Neoempheria striata
- Neoempheria stubbsi
- Neoempheria subclavata
- Neoempheria subfallax
- Neoempheria subhorrens
- Neoempheria sublevir
- Neoempheria subproxima
- Neoempheria subulata
- Neoempheria tarsata
- Neoempheria tetraphaea
- Neoempheria tinctipennis
- Neoempheria transvaalensis
- Neoempheria triloba
- Neoempheria tropica
- Neoempheria tuomikoskii
- Neoempheria unifascipennis
- Neoempheria unispinosa
- Neoempheria wangi
- Neoempheria varipennis
- Neoempheria vicina
- Neoempheria winnertzi
- Neoempheria vogeli
- Neoempheria zeteki